# Metacharis
Genre
Metacharis est un genre d'insectes lépidoptères (papillons) sud-américains de la famille des Riodinidae et de la sous-famille des Riodininae.

## Dénomination
Le genre a été nommé par Arthur Butler en 1867.

## Liste des espèces
- Metacharis cuparina Bates, 1868 ; présent au Brésil, en Colombie et au Pérou.
- Metacharis lucius (Fabricius, 1793) ; présent en Guyane, au Guyana, au Surinam et au Brésil
- Metacharis nigrella Bates, 1868 ; présent au Venezuela, au Pérou et au Brésil
- Metacharis ptolomaeus (Fabricius, 1793) ; présent au Brésil
- Metacharis regalis Butler, 1867 ; présent au Brésil, en Bolivie, en Colombie et au Pérou.
- Metacharis syloes Hewitson, 1877 ; présent en Équateur
- Metacharis victrix (Hewitson, 1870) ; présent au Costa Rica, au Nicaragua, en Équateur et en Colombie
- Metacharis xanthocraspedum Stichel, 1910 ; présent en Colombie